# August Milarch

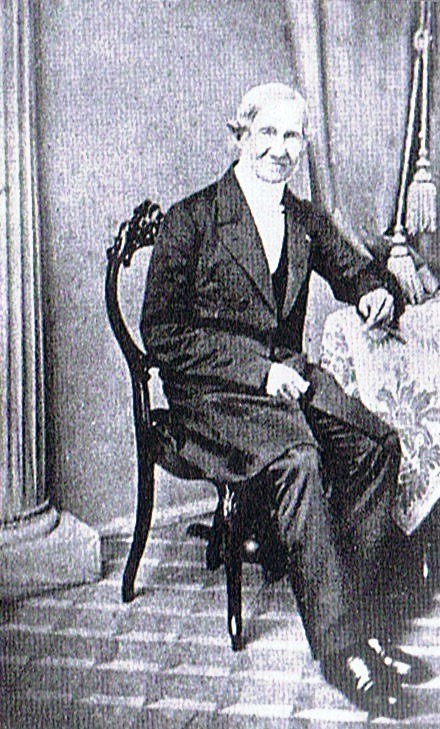
August Milarch. Foto von Wilhelm Bahr, um 1860

August Alexander Ferdinand Milarch (* 11. Juli 1786 in Falkenburg (Pommern); † 13. Juni 1862 in Schönbeck) war ein deutscher lutherischer Theologe, Gymnasialprofessor, Offizier in den Befreiungskriegen und Pastor. Milarch gilt als Bildfigur in dem Gemälde Huttens Grab des Malers Caspar David Friedrich.

## Leben
August Milarch war der Sohn eines Administrators, der früh starb. Er besuchte die Waisenhausschule in Halle und studierte von 1804 bis 1806 Evangelische Theologie an der Universität Halle. 1807 wurde Milarch als Nachfolger von Friedrich Ludwig Jahn Hauslehrer bei Baron le Fort in Neubrandenburg.
Ab 1810 war er Lehrer an der Neubrandenburger Gelehrtenschule und wurde 1813 ihr Konrektor. Im selben Jahr trat Milarch mit der Mehrzahl seiner Primaner, darunter Carl Loholm und Friedrich Reinhold, in das Mecklenburgische Husaren-Regiment ein und nahm zunächst als Portepee-Fähnrich, dann nach der Schlacht an der Katzbach als Leutnant und Quartiermeister an den Befreiungskriegen gegen Napoleon teil. Für seinen Einsatz in der Völkerschlacht von Leipzig erhielt er den Russischen St. Wladimirorden 4. Klasse mit der Schleife und das Eiserne Kreuz.

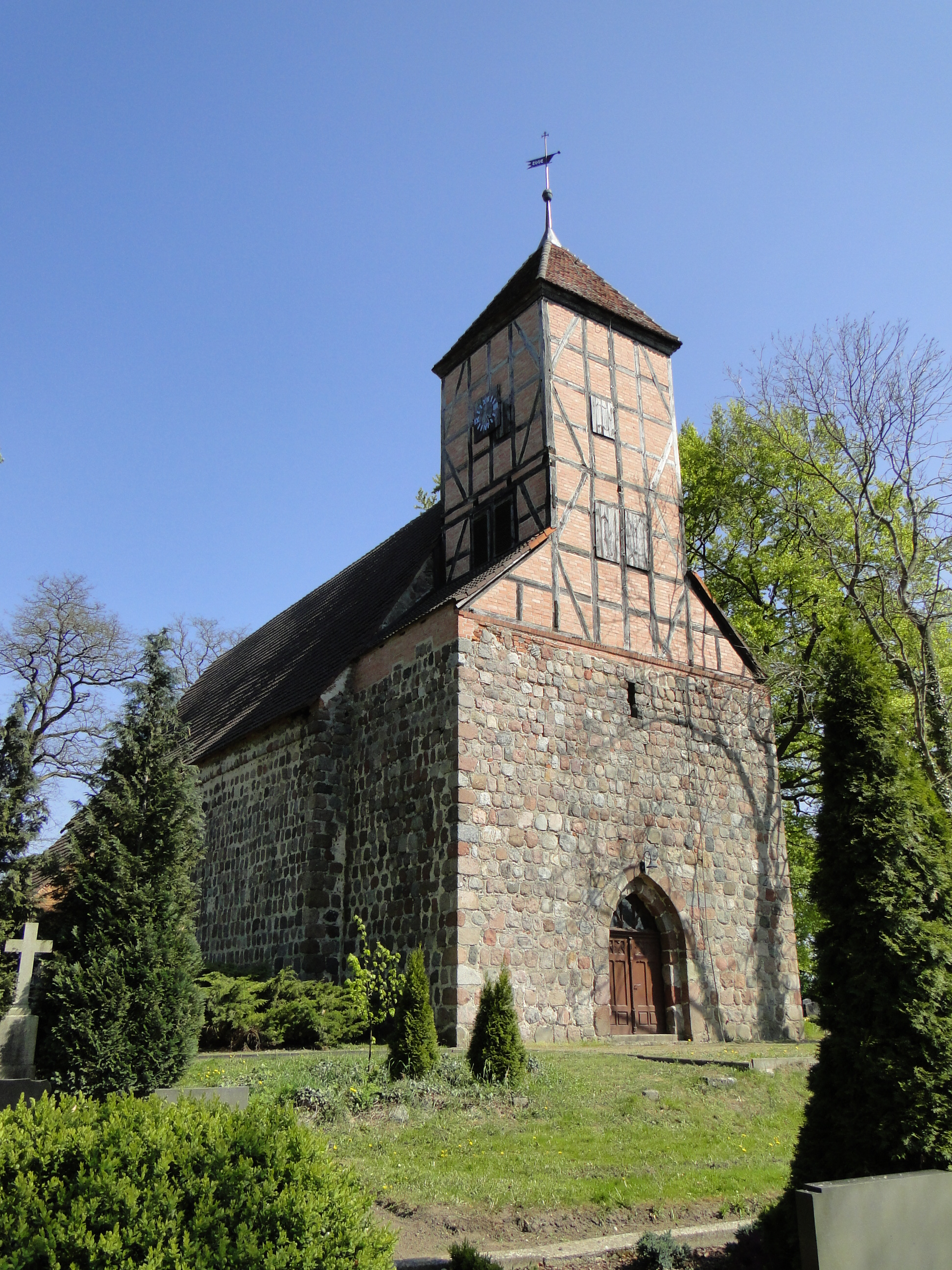
Kirche in Schönbeck

Nach seiner Rückkehr wurde Milarch (Gymnasial-)Professor und 1830 Rektor der Gelehrtenschule in Neubrandenburg. 1815/1816 war Milarch in Neubrandenburg Pionier der Turnbewegung und führte das von Jahn begonnene Turnen in Neubrandenburg fort. Er war Redner beim Reformationsfest 1817 und 1838 bei der Jubiläumsfeier anlässlich der Befreiungskriege. Trotz der Karlsbader Beschlüsse kämpfte Milarch bis 1832 um die Weiterführung des Turnens.
1833 wurde er zum Pastor der evangelisch-lutherischen Kirchengemeinde Schönbeck mit Lindow (heute Ortsteil von Groß Miltzow) und Cosabroma (heute Ortsteil von Friedland (Mecklenburg)) berufen. Zu seinem 50-jährigen Dienstjubiläum (1860) wurde Milarch zum Kirchenrat ernannt. Am 18. Oktober 1863 wurde in der St. Marienkirche Neubrandenburg eine Gedenktafel aus weißem Marmor zum Andenken an Milarch und seiner Primaner, mit denen er an den Befreiungskriegen teilgenommen hatte, enthüllt [Kriegsverlust 1945].
Milarch war seit 1816 weitläufig mit dem Maler Caspar David Friedrich verwandt. Friedrichs älterer Bruder, Adolf (1770–1838), hatte 1801 Margarete Brückner geheiratet, eine Cousine von Adolphine (Hedwig) Brückner, später Milarchs Frau.
1859 gehörte August Milarch zu jenen ersten Personen in Neubrandenburg, die mit der neuen Technik der Photographie im Atelier des Malers und Fotografen Wilhelm Bahr (1821–1876) abgelichtet wurden. 
Milarch war seit 19. April 1816 verheiratet mit Adolphine (Hedwig), geb. Brückner (* 29. März 1788, † 12. August 1838), einer Tochter des Neubrandenburger Arztes und Hofrats Adolf (Friedrich Theodor) Brückner (1744–1823, dem Bruder des Schriftstellers Ernst (Theodor Johann) Brückner) in Neubrandenburg und dessen Ehefrau Ernestine (Clara Marie Sophie Hedwig), geb. Lemcke (1758–1827). Bekannt sind sieben Kinder, geboren und getauft allesamt in Neubrandenburg:
1. Ernst (* 4. Februar 1818; † 5. Februar 1818 Neubrandenburg); starb gleich nach der Taufe
2. Ida (* 31. Mai 1819; † 21. März 1900 in Woldegk), verheiratet mit Präpositus Ernst Bahr (1817–1886) in Woldegk
3. Clara (* 24. Februar 1821; † 28. September 1892 in Woldegk), unverheiratet
4. Maria (* 1. Juni 1822; † 15. Februar 1905 in Neustrelitz), seit 1852 verheiratet mit Pastor Johann Heinrich Franz Beyer (1827–1887) in Neddemin, dann in Elberfeld
5. Ernst August Anton (* 28. März 1824; † Mai 1824 in Neubrandenburg); starb sechs Wochen alt
6. August Carl Wilhelm Christian (* 24. September 1827; † 21. Mai 1829 in Neubrandenburg)
7. Ernst (* 29. Januar 1829; † 26. Mai 1888 in Neubrandenburg), Präpositus in Neubrandenburg.

Eine Straße in Neubrandenburg wurde nach ihm August-Milarch-Straße benannt.

## Werke
- Rede zur Schulfeier am Jubelfeste der Kirchenverbesserung den 1sten November 1817 zu Neubrandenburg in der St. Johanniskirche. 1817.
- Kritiken und Berichte. Die Kunstwerke betreffend. Ueber PH. O. Rungs’s vier Zeiten. Berlin 1821.
- Gedanken bei der Wiederkehr der gottesdienstlichen Feier des 18. Octobers 1823.
- Predigt am Neujahrstage 1834 über Ev. Luc. 2, v. 21. Neubrandenburg 1834.
- Predigt am Siegsfeste 1843 über Psalm 107, v. 21.22.
- Die fünf und zwanzigjährige Erinnerungs- und Jubelfeier des ehemaligen Mecklenburg-Strelitzischen Husaren-Regiments, am Tage des Aufrufs den 30sten März 1838 in Neustrelitz : nebst den dabei gehaltenen Reden der Herrn Pastoren Milarch, Denzin, Giesebrecht und Jacobi. Dümmler, Neustrelitz 1838.
- (anonym) Denkwürdigkeiten des Mecklenburg-Strelitzischen Husaren-Regiments in den Jahren des Befreiungskampfes 1813 bis 1815. Brünslow, Neubrandenburg 1854. (Digitalisat)